# Iran i olympiska sommarspelen 1972
Iran deltog i de olympiska sommarspelen 1972 i München. Landet ställde upp med en trupp bestående av 48 deltagare, samtliga män, vilka deltog i 33 tävlingar i sju sporter. Iran slutade på 28:e plats i medaljligan, med två silvermedaljer och tre medaljer totalt.

## Medaljer
Silver
- Rahim Aliabadi - Brottning, Lätt flugvikt, grekisk-romersk
- Mohammad Nassiri - Tyngdlyftning, 56 kg

 Brons
- Ebrahim Javadi - Brottning, Lätt flugvikt, fristil

## Boxning
Herrar
| Boxare                | Gren            | Första rundan            | Andra rundan         | Tredje rundan        | Kvartsfinal          | Semifinal            | Final                | Final |
| Boxare                | Gren            | Motståndare Resultat     | Motståndare Resultat | Motståndare Resultat | Motståndare Resultat | Motståndare Resultat | Motståndare Resultat | Plats |
| --------------------- | --------------- | ------------------------ | -------------------- | -------------------- | -------------------- | -------------------- | -------------------- | ----- |
| Saeid Bashiri         | Bantamvikt      | Bye                      | Wang (TPE) 2-3       | Gick inte vidare     | Gick inte vidare     | Gick inte vidare     | Gick inte vidare     | 17    |
| Jabbar Feli           | Flugvikt        | Bye                      | Waruinge (KEN) 1-4   | Gick inte vidare     | Gick inte vidare     | Gick inte vidare     | Gick inte vidare     | 17    |
| Hossein Eghmaz        | Lättvikt        | Khallafallah (EGY) 2-TKO | Mikhailov (BUL) 2-3  | Gick inte vidare     | Gick inte vidare     | Gick inte vidare     | Gick inte vidare     | 17    |
| Nosrat Vakil Monfared | Lätt weltervikt | Bye                      | Montague (IRL) 3-TKO | Gick inte vidare     | Gick inte vidare     | Gick inte vidare     | Gick inte vidare     | 17    |
| Vartex Parsanian      | Weltervikt      | Bye                      | Mkanga (TAN) 5-0     | Murunga (KEN) 3-TKO  | Gick inte vidare     | Gick inte vidare     | Gick inte vidare     | 9     |

## Brottning
Herrarnas fristil
| Idrottare               | Gren    | Omgång 1                          | Omgång 2                       | Omgång 3                            | Omgång 4                         | Omgång 5                        | Omgång 6                        | Sista omgången                                                      |
| Idrottare               | Gren    | Motståndare Resultat              | Motståndare Resultat           | Motståndare Resultat                | Motståndare Resultat             | Motståndare Resultat            | Motståndare Resultat            | Motståndare Resultat                                                |
| ----------------------- | ------- | --------------------------------- | ------------------------------ | ----------------------------------- | -------------------------------- | ------------------------------- | ------------------------------- | ------------------------------------------------------------------- |
| Ebrahim Javadi          | 48 kg   | Gonzales (USA) Oavgjort           | Jamsran (MGL) Vinst genom fall | Baygin (TUR) Vinst på teknik        | Umeda (JPN) Vinst på poäng       | i.u.                            | i.u.                            | Dmitrijev (URS) · Vinst på poäng · Nikolov (BUL) · Förlust på poäng |
| Mohammad Ghorbani       | 52 kg   | Katō (JPN) Förlust genom fall     | Dök inte upp                   | Gick inte vidare                    | Gick inte vidare                 | Gick inte vidare                | Gick inte vidare                |                                                                     |
| Ramezan Kheder          | 57 kg   | Mayer (GDR) Vinst på poäng        | Velarde (PER) Vinst genom fall | Gill (GBR) Vinst genom fall         | Khoilogdorj (MGL) Vinst på poäng | Klinga (HUN) Förlust på poäng   | Yanagida (JPN) Förlust på poäng | Gick inte vidare                                                    |
| Shamseddin Seyed-Abbasi | 62 kg   | Tůma (TCH) Vinst på teknik        | Ramos (CUB) Vinst på poäng     | Koutsoupakis (GRE) Vinst på teknik  | Toulotte (FRA) Vinst på teknik   | Abe (JPN) Förlust på poäng      | Dök inte upp                    | Gick inte vidare                                                    |
| Abdollah Movahed        | 68 kg   | Olmedo (PAN) Vinst på teknik      | Dök inte upp                   | Gick inte vidare                    | Gick inte vidare                 | Gick inte vidare                | i.u.                            | Gick inte vidare                                                    |
| Mansour Barzegar        | 74 kg   | bye                               | Yoshida (JPN) Vinst på teknik  | Urbanovics (HUN) Oavgjort           | Gusov (URS) Vinst genom fall     | Seger (FRG) Förlust genom fall  | Gick inte vidare                | Gick inte vidare                                                    |
| Ali Hajiloo             | 82 kg   | Sasaki (JPN) Oavgjort             | Aspin (NZL) Vinst på poäng     | Iorga (ROU) Förlust genom fall      | Gick inte vidare                 | Gick inte vidare                | Gick inte vidare                | i.u.                                                                |
| Reza Khorrami           | 90 kg   | Martinetti (SUI) Vinst genom fall | Kamada (JPN) Vinst på poäng    | Knoll (FRG) Vinst på poäng          | Peterson (USA) Förlust på poäng  | Bajkó (HUN) Oavgjort            | Gick inte vidare                | i.u.                                                                |
| Abolfazl Anvari         | 100 kg  | Engel (TCH) Vinst på poäng        | N'Diaye (SEN) Vinst genom fall | Bayanmönkh (MGL) Förlust genom fall | Jarigin (URS) Förlust genom fall | Gick inte vidare                | i.u.                            | Gick inte vidare                                                    |
| Moslem Eskandar-Filabi  | +100 kg | Zambrano (PER) Vinst på teknik    | Taylor (USA) Förlust på poäng  | Makowiecki (POL) Vinst genom fall   | Germer (GDR) Vinst på poäng      | Medved (URS) Förlust genom fall | i.u.                            | Gick inte vidare                                                    |

Herrarnas grekisk-romersk
| Idrottare         | Gren  | Omgång 1                          | Omgång 2                           | Omgång 3                        | Omgång 4                       | Omgång 5                       | Omgång 6             | Sista omgången                                                       |
| Idrottare         | Gren  | Motståndare Resultat              | Motståndare Resultat               | Motståndare Resultat            | Motståndare Resultat           | Motståndare Resultat           | Motståndare Resultat | Motståndare Resultat                                                 |
| ----------------- | ----- | --------------------------------- | ---------------------------------- | ------------------------------- | ------------------------------ | ------------------------------ | -------------------- | -------------------------------------------------------------------- |
| Rahim Aliabadi    | 48 kg | Sarı (TUR) Vinst genom fall       | Dlimi (TUN) Vinst genom fall       | Maas (FRG) Vinst på poäng       | Ishida (JPN) Förlust på teknik | Hirvonen (FIN) Vinst på teknik | i.u.                 | Berceanu (ROU) · Förlust på poäng · Angelov (BUL) · Vinst genom fall |
| Mehdi Houryar     | 52 kg | Kirov (BUL) Förlust genom fall    | Zeman (TCH) Förlust på poäng       | Gick inte vidare                | Gick inte vidare               | Gick inte vidare               | i.u.                 | Gick inte vidare                                                     |
| Firouz Alizadeh   | 57 kg | Yamamoto (JPN) Förlust genom fall | Dök inte upp                       | Gick inte vidare                | Gick inte vidare               | Gick inte vidare               | Gick inte vidare     | Gick inte vidare                                                     |
| Mohammad Dalirian | 68 kg | Nakos (GRE) Vinst på poäng        | Apostolov (BUL) Förlust genom fall | Supron (POL) Förlust genom fall | Gick inte vidare               | Gick inte vidare               | Gick inte vidare     | i.u.                                                                 |

## Cykling

### Landsvägscykling
Herrarnas lagtempolopp
- Khosro Haghgosha
Mohammad Taghi Khodavand
Gholam Hossein Kouhi
Behrouz Rahbar
  - 2:34:30,7 (32:a plats)

### Bancykling
| Cyklist                                                                       | Gren                     | Kvalomgång | Kvalomgång | Kvartsfinal      | Kvartsfinal      | Semifinal        | Semifinal        | Final            | Final            |
| Cyklist                                                                       | Gren                     | Tid        | Placering  | Tid              | Placering        | Tid              | Placering        | Tid              | Placering        |
| ----------------------------------------------------------------------------- | ------------------------ | ---------- | ---------- | ---------------- | ---------------- | ---------------- | ---------------- | ---------------- | ---------------- |
| Khosro Haghgosha                                                              | Herrarnas förföljelse    | 5:22,98    | 25         | Gick inte vidare | Gick inte vidare | Gick inte vidare | Gick inte vidare | Gick inte vidare | Gick inte vidare |
| Khosro Haghgosha Mohammad Taghi Khodavand Gholam Hossein Kouhi Behrouz Rahbar | Herrarnas lagförföljelse | 5:10,80    | 22         | Gick inte vidare | Gick inte vidare | Gick inte vidare | Gick inte vidare | Gick inte vidare | Gick inte vidare |

Herrarnas tempolopp
- Behrouz Rahbar 1:15,39 (28:e plats)

## Friidrott
100 meter
- Farhad Navvab - 75:e plats

400 meter
- Reza Entezari - 39:e plats

800 meter
- Reza Entezari - 38:e plats

Längdhopp
- Teymour Ghiassi - 25:e plats

## Fotboll
Laguppställning
- Ebrahim Ashtiani
- Jafar Kashani
- Majid Halvaei
- Akbar Kargar Jam
- Parviz Ghelichkhani
- Ali Parvin
- Ali Jabbari
- Mohammad Sadeghi
- Safar Iranpak
- Asghar Sharafi
- Mansour Rashidi
- Gholam Vafakhah
- Javad Ghorab
- Mehdi Monajati
- Mahmoud Khordbin
- Mehdi Lari Lavasani
- Alireza Azizi
- Javad Allahverdi
- Reza Ghoflsaz

Gruppspel
| Lag       | S | V | O | F | GM | IM | MS | P |
| --------- | - | - | - | - | -- | -- | -- | - |
| Ungern    | 3 | 2 | 1 | 0 | 9  | 2  | +7 | 5 |
| Danmark   | 3 | 2 | 0 | 1 | 7  | 4  | +3 | 4 |
| Iran      | 3 | 1 | 0 | 2 | 1  | 9  | −8 | 2 |
| Brasilien | 3 | 0 | 1 | 2 | 4  | 6  | −2 | 1 |

## Fäktning
Två fäktare representerade Iran, Ali Asghar Pashapour och Pirouz Adamiyat, bägge tävlade i värja och Asghar Pashapour tävlade även i florett. Ingen av dem gick vidare från första omgången i någon av tävlingarna.

## Tyngdlyftning
Herrar
| Idrottare            | Gren    | Press | Ryck  | Stöt  | Total | Placering |
| -------------------- | ------- | ----- | ----- | ----- | ----- | --------- |
| Mohammad Reza Nasehi | 52 kg   | 95,0  | 90,0  | 120,0 | 305,0 | DOP       |
| Mohammad Nassiri     | 56 kg   | 127,5 | 100,0 | 142,5 | 370,0 | 2         |
| Nasrollah Dehnavi    | 67,5 kg | 150,0 | 125,0 | 160,0 | 435,0 | 5         |